# Pembatatu
Genre
Pembatatu est un genre d'araignées aranéomorphes de la famille des Cyatholipidae.

## Distribution
Les espèces de ce genre se rencontrent au Kenya et en Tanzanie.

## Liste des espèces
Selon World Spider Catalog (version 16.0, 25/02/2015) :
- Pembatatu embamba Griswold, 2001
- Pembatatu gongo Griswold, 2001
- Pembatatu mafuta Griswold, 2001

## Publication originale
- Griswold, 2001 : A monograph of the living world genera and Afrotropical species of cyatholipid spiders (Araneae, Orbiculariae, Araneoidea, Cyatholipidae). Memoirs of the California Academy of Sciences, vol. 26, p. 1-251 (texte intégral).